# روني ماركوس
روني ماركوس (بالألمانية: Ronny Marcos)‏ (1 أكتوبر 1993 بأولدنبورغ إن هولشتاين في ألمانيا - ) هو لاعب كرة قدم ألماني في مركز الدفاع. شارك مع منتخب موزمبيق لكرة القدم. أما مع النوادي، فقد لعب مع غرويتر فورت ونادي هامبورغ وهانزا روستوك ونادي هامبورغ 2 ‏.

## وصلات خارجية
- روني ماركوس على موقع قاعدة بيانات كرة القدم.إي يو (الإنجليزية)
- روني ماركوس على موقع بيانات كرة القدم. دي إي (الألمانية)
- روني ماركوس على موقع ناشيونال فوتبول تيمز (الإنجليزية)
- روني ماركوس على موقع Soccerway.com (الإنجليزية)
- روني ماركوس على موقع عالم كرة القدم.نت (الإنجليزية)
- روني ماركوس على موقع AS.com (الإسبانية)